# Осака
Осака (јап. 大阪市) град је у Јапану у префектури Осака. Према попису становништва из 2014. у граду је живело 2.685.481 становника. Осака је трећи по величини град у Јапану. Историјски је трговачки центар Јапана. У срцу је подручја Осака-Кобе-Кјото, које има 17,5 милиона људи.

## Географија

### Клима
Осака се налази у влажној суптропској климатској зони (Кепен Cfa), са четири различита годишња доба. Зиме су углавном благе, с тим да је јануар најхладнији месец са просечно највиших 9,3 °C (49 °F). Током зиме град ретко види снежне падавине. Пролеће у Осаки почиње благо, али на крају је топло и влажно. Оно такође има тенденцију да буде највлажнија сезона у Осаки, са кишном сезоном која се јавља између почетка јуна и краја јула. Просечни датуми почетка и завршетка кишне сезоне су 7. јун и 21. јула. Лета су врло врућа и влажна. У августу, најтоплијем месецу, просечна дневна висока температура достиже 33,5 °C (92 °F), док се просечне ноћне ниске температуре обично крећу око 25,5 °C (78 °F). Током јесени се у Осаки примећује захлађење, при чему рани део сезоне подсећа на лето, док други део јесени подсећа на зиму. Падавина има у изобиљу, зима је најсувља сезона, док месечне падавине досежу врхунац у јуну са кишом „цују“ сезоном, која се обично завршава средином и крајем јула. Од краја јула до краја августа, летња врућина и влажност досежу врхунац, а количина падавина донекле опада. Осака доживљава други кишни период у септембру и почетком октобра, када су могући тропски временски системи, укључујући тајфуне, који долазе са југа или југозапада.
| Клима Осаке (1991−2020 нормале, екстреми 1883−садашњост)   | Клима Осаке (1991−2020 нормале, екстреми 1883−садашњост) | Клима Осаке (1991−2020 нормале, екстреми 1883−садашњост) | Клима Осаке (1991−2020 нормале, екстреми 1883−садашњост) | Клима Осаке (1991−2020 нормале, екстреми 1883−садашњост) | Клима Осаке (1991−2020 нормале, екстреми 1883−садашњост) | Клима Осаке (1991−2020 нормале, екстреми 1883−садашњост) | Клима Осаке (1991−2020 нормале, екстреми 1883−садашњост) | Клима Осаке (1991−2020 нормале, екстреми 1883−садашњост) | Клима Осаке (1991−2020 нормале, екстреми 1883−садашњост) | Клима Осаке (1991−2020 нормале, екстреми 1883−садашњост) | Клима Осаке (1991−2020 нормале, екстреми 1883−садашњост) | Клима Осаке (1991−2020 нормале, екстреми 1883−садашњост) | Клима Осаке (1991−2020 нормале, екстреми 1883−садашњост) |
| Показатељ \ Месец                                          | .Јан.                                                    | .Феб.                                                    | .Мар.                                                    | .Апр.                                                    | .Мај.                                                    | .Јун.                                                    | .Јул.                                                    | .Авг.                                                    | .Сеп.                                                    | .Окт.                                                    | .Нов.                                                    | .Дец.                                                    | .Год.                                                    |
| ---------------------------------------------------------- | -------------------------------------------------------- | -------------------------------------------------------- | -------------------------------------------------------- | -------------------------------------------------------- | -------------------------------------------------------- | -------------------------------------------------------- | -------------------------------------------------------- | -------------------------------------------------------- | -------------------------------------------------------- | -------------------------------------------------------- | -------------------------------------------------------- | -------------------------------------------------------- | -------------------------------------------------------- |
| Апсолутни максимум, °C (°F)                                | 19,1 (66,4)                                              | 23,7 (74,7)                                              | 24,2 (75,6)                                              | 30,7 (87,3)                                              | 32,7 (90,9)                                              | 36,1 (97)                                                | 38,0 (100,4)                                             | 39,1 (102,4)                                             | 36,2 (97,2)                                              | 33,1 (91,6)                                              | 27,2 (81)                                                | 24,5 (76,1)                                              | 39,1 (102,4)                                             |
| Максимум, °C (°F)                                          | 9,7 (49,5)                                               | 10,5 (50,9)                                              | 14,2 (57,6)                                              | 19,9 (67,8)                                              | 24,9 (76,8)                                              | 28,0 (82,4)                                              | 31,8 (89,2)                                              | 33,7 (92,7)                                              | 29,5 (85,1)                                              | 23,7 (74,7)                                              | 17,8 (64)                                                | 12,3 (54,1)                                              | 21,3 (70,3)                                              |
| Просек, °C (°F)                                            | 6,2 (43,2)                                               | 6,6 (43,9)                                               | 9,9 (49,8)                                               | 15,2 (59,4)                                              | 20,1 (68,2)                                              | 23,6 (74,5)                                              | 27,7 (81,9)                                              | 29,0 (84,2)                                              | 25,2 (77,4)                                              | 19,5 (67,1)                                              | 13,8 (56,8)                                              | 8,7 (47,7)                                               | 17,1 (62,8)                                              |
| Минимум, °C (°F)                                           | 3,0 (37,4)                                               | 3,2 (37,8)                                               | 6,0 (42,8)                                               | 10,9 (51,6)                                              | 16,0 (60,8)                                              | 20,3 (68,5)                                              | 24,6 (76,3)                                              | 25,8 (78,4)                                              | 21,9 (71,4)                                              | 16,0 (60,8)                                              | 10,2 (50,4)                                              | 5,3 (41,5)                                               | 13,6 (56,5)                                              |
| Апсолутни минимум, °C (°F)                                 | −7,5 (18,5)                                              | −6,5 (20,3)                                              | −5,2 (22,6)                                              | −2,6 (27,3)                                              | 3,5 (38,3)                                               | 8,9 (48)                                                 | 14,8 (58,6)                                              | 13,6 (56,5)                                              | 10,4 (50,7)                                              | 3,0 (37,4)                                               | −2,2 (28)                                                | −4,5 (23,9)                                              | −7,5 (18,5)                                              |
| Количина падавина, mm (in)                                 | 47,0 (1,85)                                              | 60,5 (2,382)                                             | 103,1 (4,059)                                            | 101,9 (4,012)                                            | 136,5 (5,374)                                            | 185,1 (7,287)                                            | 174,4 (6,866)                                            | 113,0 (4,449)                                            | 152,8 (6,016)                                            | 136,0 (5,354)                                            | 72,5 (2,854)                                             | 55,5 (2,185)                                             | 1.338,3 (52,689)                                         |
| Количина снега, cm (in)                                    | 0 (0)                                                    | 1 (0,4)                                                  | 0 (0)                                                    | 0 (0)                                                    | 0 (0)                                                    | 0 (0)                                                    | 0 (0)                                                    | 0 (0)                                                    | 0 (0)                                                    | 0 (0)                                                    | 0 (0)                                                    | 0 (0)                                                    | 1 (0,4)                                                  |
| Дани са падавинама (≥ 0.5 mm)                              | 6,4                                                      | 7,3                                                      | 10,3                                                     | 10,0                                                     | 10,4                                                     | 12,3                                                     | 11,3                                                     | 7,8                                                      | 10,6                                                     | 9,2                                                      | 7,0                                                      | 7,1                                                      | 109,7                                                    |
| Релативна влажност, %                                      | 61                                                       | 60                                                       | 59                                                       | 58                                                       | 61                                                       | 68                                                       | 70                                                       | 66                                                       | 67                                                       | 65                                                       | 64                                                       | 62                                                       | 63                                                       |
| Сунчани сати — месечни просек                              | 146,5                                                    | 140,6                                                    | 172,2                                                    | 192,6                                                    | 203,7                                                    | 154,3                                                    | 184,0                                                    | 222,4                                                    | 161,6                                                    | 166,1                                                    | 152,6                                                    | 152,1                                                    | 2.048,6                                                  |
| UV индекс                                                  | 3                                                        | 4                                                        | 6                                                        | 8                                                        | 9                                                        | 10                                                       | 11                                                       | 10                                                       | 8                                                        | 6                                                        | 3                                                        | 2                                                        | 6,7                                                      |
| Извор: Јапанска метереолошка агенција и Метереолошки атлас |                                                          |                                                          |                                                          |                                                          |                                                          |                                                          |                                                          |                                                          |                                                          |                                                          |                                                          |                                                          |                                                          |

## Историја
Град у Јапану се некад звао Нанива. Цар Котоку је Осаку учинио престоницом. Будистичка секта Јодо Шиншу је 1496. направила утврђење око свог храма у Осаки. 
Ода Нобунага је 1576. започео опсаду тог утврђења. Кад су се 1580. након четири године монаси предали храм је уништен, а Тојотоми Хидејоши на том месту гради чувени Замак Осака. 
Данашње име добија током Меиџи периода.

## Становништво
Према подацима са пописа, у граду је 2005. године живело 2.628.776 становника.
| 1995.     | 2000.     | 2005.     | 2014.     |
| --------- | --------- | --------- | --------- |
| 2.602.421 | 2.598.774 | 2.628.776 | 2.685.481 |

## Привреда
Осака је некад била комерцијални центар Јапана. Токио је данас преузео ову улогу. Али у последњих 10 година многе веће компаније премештају своја главна седишта из Токија у Осаку. Неке од већих компанија са седиштем у Осаки су: Шарп, Панасоник, Даимару, Кансај, Нова.

### Саобраћај
Међународни аеродром Кансај је аеродром на правоугаоном вештачком острву у заливу Осака. Тим аеродромом се служе и Нара, Кобе и Кјото.

## Спорт
Осака има фудбалски клуб Серезо Осака.

## Партнерски градови
Осака је сестрински град са:
- Сан Франциско
- Сао Пауло
- Мелбурн
- Санкт Петербург
- Милано
- Чикаго
- Хамбург
- Шангај
- Будимпешта
- Буенос Ајрес
- Манила

## Галерија
- Замак Осака
- Умеда облакодер
- Цутенкаку, симбол обнове Осаке након Другог светског рата
- Сателитски снимак Осаке
- Поглед на Осаку са зграде Абено Харукас
- Национални музеј уметности у Осаки
- Дворац